# Józef Drzazga

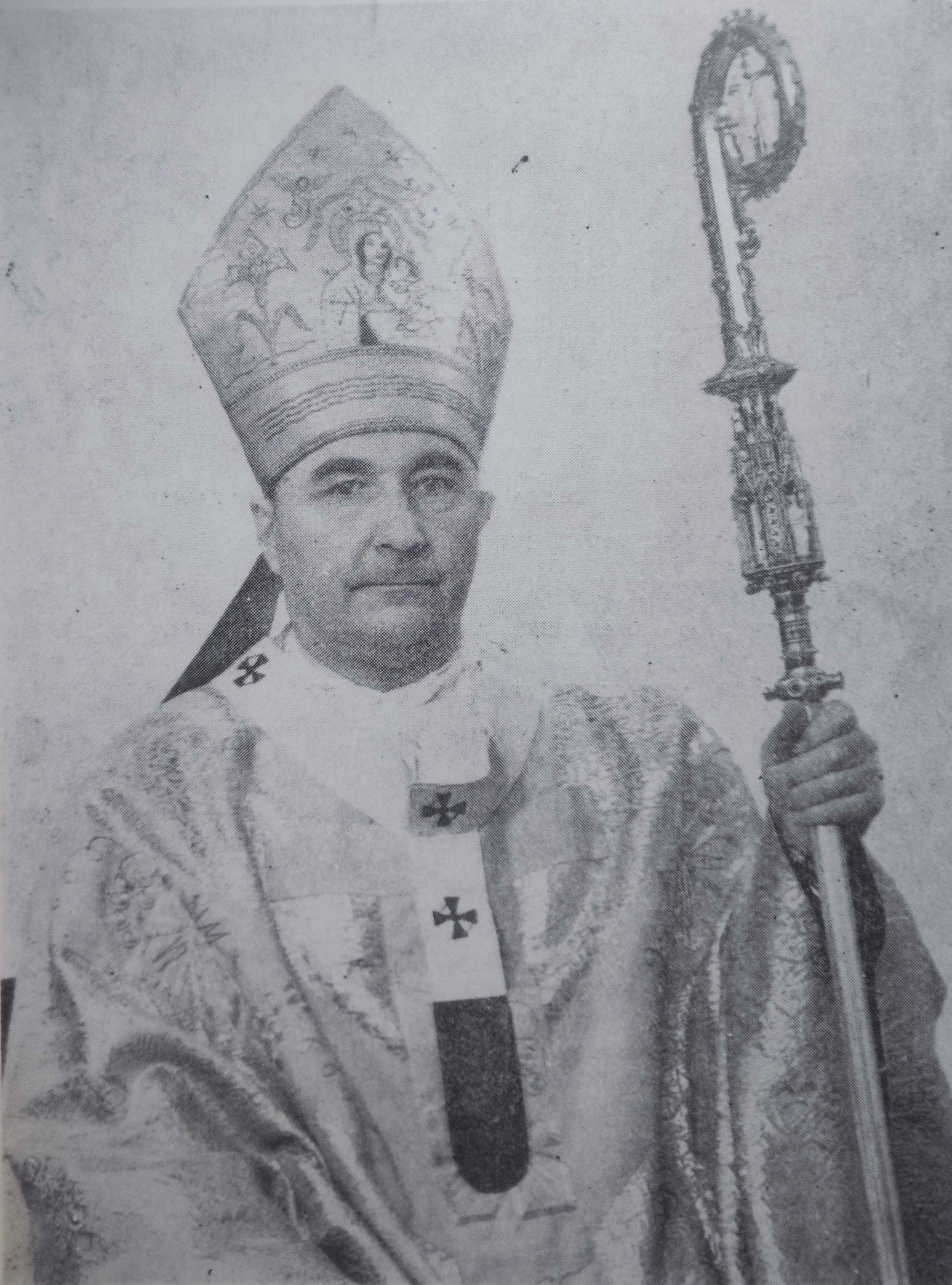
Bischof Józef Drzazga

Józef Drzazga (* 4. Juli 1914 in Wolica Pierwsza; † 12. September 1978 in Olsztyn) war ein polnischer Geistlicher und römisch-katholischer Bischof von Ermland.

## Leben
Nach seinem Abschluss am Höheren Priesterseminar in Lublin ging er 1938 für ein Jahr an die Päpstliche Universität Gregoriana in Rom. Am 3. Oktober 1938 empfing er das Sakrament der Priesterweihe. Während des Zweiten Weltkrieges arbeitete er als Vikar in Hrubieszów und als Kaplan der Polnischen Heimatarmee. 1950 wurde er promoviert, von 1954 bis 1958 unterrichtete er an der Katholischen Universität Lublin. Am 5. Mai 1958 wurde er von Papst Pius XII. zum Titularbischof von Sinidado und zum Weihbischof in Gnesen ernannt. Die Bischofsweihe spendete ihm Kardinal Stefan Wyszyński am 31. August 1958 in Allenstein. Mitkonsekratoren waren der Apostolische Administrator von Ermland, Tomasz Wilczyński, und der Bischof von Lublin, Piotr Kałwa.
Bischof Drzazga nahm an der zweiten, dritten und vierten Sitzungsperiode des Zweiten Vatikanischen Konzils als Konzilsvater teil.
1965 wurde er zum Kapitularvikar der Diözese Ermland und am 25. Mai 1967 zum Apostolischen Administrator und Weihbischof in Ermland ernannt. Im Zuge der kirchlichen Neuregelung nach der weitgehenden Anerkennung der Oder-Neiße-Grenze als Grenze zwischen Deutschland und Polen wurde er am 28. Juni 1972 zum ersten polnischen Diözesanbischof von Ermland seit dem Ende des Zweiten Weltkrieges ernannt.